# V501SH
V501SHは、シャープが製造し、ソフトバンクモバイル（旧・ボーダフォン日本法人）が販売するPDC通信方式の携帯電話端末である。

## 特徴
- テスクチャーパネル

本体に素材を生かしたテスクチャーパネルを取り付けて見た目を変化されることが可能。
- カスタムスクリーン

カスタマイズの専門サイトであるカスタモからカスタムスクリーンをダウンロードして
○インデックス画面 
○背景パターン 
○壁紙 
○ボタンマーク 
○着信中グラフィック
等を変更させることが可能。
- モーションコントロールセンサー

磁気や加速度を感知して操作を行うモーションコントロールセンサーを利用することで対応するアプリケーションが使用可能。

## テスクチャーパネル
- ブラック(本体ブラックに同封)
- ダークウッド(本体ブラックに同封)
- ホワイト(本体ホワイトシルバー同封)
- ベージュストーン(本体ホワイトシルバー同封)
- ホワイトストーン
- ターコイズストーン
- ブラッククロコダイル
- レッドクロコダイル
- カーボン
- メタル
- フロスティッドブルー
- フロスティッドピンク
- ブラックフレーム
- ホワイトフレーム